# Bendhütter Straße 52 (Mönchengladbach)

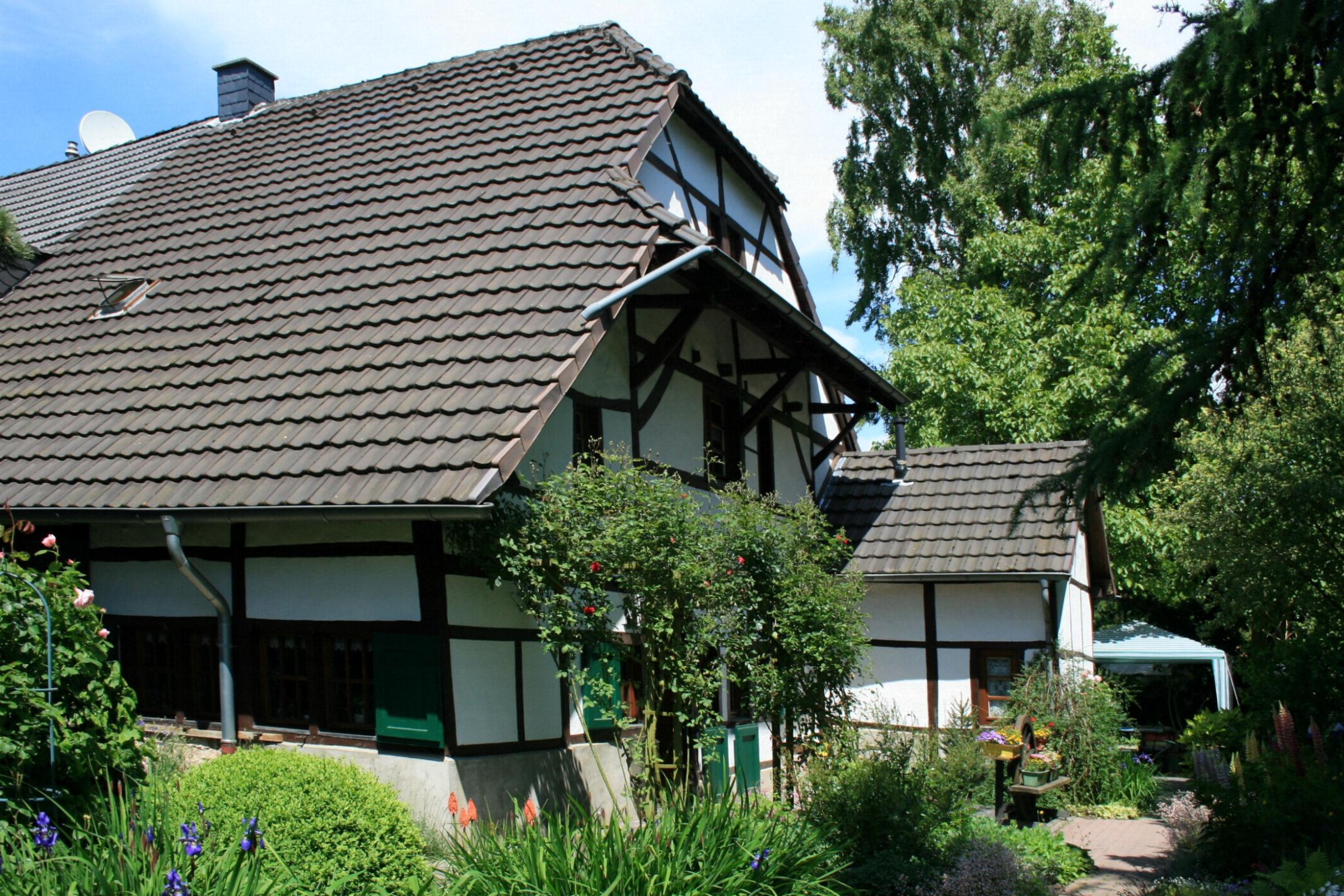
Fachwerkhaus (2011)

Das Fachwerkhaus Bendhütter Straße 52 steht im Stadtteil Neuwerk-Mitte in Mönchengladbach (Nordrhein-Westfalen).
Das Gebäude wurde im 16. Jahrhundert erbaut. Es ist unter Nr. B 119 am 7. Juni 1989 in die Denkmalliste der Stadt Mönchengladbach eingetragen worden.

## Lage
Das Objekt liegt im Südosten Neuwerks nördlich der Ehlerstraße und östlich der Bendhütter Straße in einem noch teilweise ländlich geprägten Siedlungsbereich.

## Architektur
Es handelt sich um ein dreischiffiges, längserschlossenes Fachwerkgebäude mit Abseiten unter Krüppelwalmdach und Fußwalm im Bereich des Mittelschiffs. An der südöstlichen Giebelseite kleiner, nachträglich eingefügter Anbau (ehemaliger Stall) unter Satteldach. Weitständige Ständer-Riegel-Konstruktion mit liegenden Gefachen und zum Teil erhaltener Lehmausfachung. Das Gebäude wurde infolge einer Erbteilung quer zum First geteilt. Der nordwestliche Gebäudeteil ist verändert und nicht denkmalwert.